# Paladin – Die Krone des Königs
Paladin – Die Krone des Königs (Originaltitel The Crown and the Dragon) ist ein US-amerikanischer Fantasyfilm aus dem Jahr 2013 von Anne K. Black, die auch das Drehbuch mitverfasste. Er ist die Fortsetzung von Paladin – Der Drachenjäger aus dem Jahr 2011.

## Handlung
Ellen ist mit ihrer Tante auf dem Weg, dem frisch gekrönten König ein seit langer Zeit gut gehütetes und altes Artefakt zu überbringen. Auf ihrem Weg werden sie von einer Gruppe Banditen überfallen in dessen Schlachtverlauf ihre Tante von einem Bolzen tödlich verwundet wird. Aedin schließt sich gegen Bezahlung der jungen Adligen an, um sie zu beschützen, da auch der böse Magier Corvus ein Auge auf das Artefakt geworfen hat und es in seinen Besitz bringen will.
Zu diesem Zwecke schickt er seine Lakaien los, um das Artefakt zu bekommen. Auch benutzt er schwarze Magie um Ellen und Aedin auszuschalten. Auf ihrer langen Reise und der täglichen Nähe zum Artefakt, merkt Ellen, dass in ihr übernatürliche Kräfte stecken. Sie offenbart, dass sie die Paladin ist. Das Königreich wird schon länger von einem blutrünstigen Drachen heimgesucht. Nur einem edlen Paladin ist es möglich, das geflügelte Monster zu töten.
Während des finalen Kampfes offenbart Corvus, dass auch er lediglich ein Diener eines noch größeren Übels ist.

## Kritik
„Einfallsloser Fantasy-Film mit billigen Effekten und schlecht gespieltem Pathos.“

„Für die Königskrönung braucht Elenn ein Relikt, Schmuggler Aedin hilft bei der Suche… Mit Drache, aber ohne Feuer. Konfuse Story und arg öde Action.“

„[…] Trotzdem können diese einfachen Elemente nicht über die Mittelmäßigkeit des Films hinwegtäuschen. Wer Wert auf eine Multimillionen-Dollar-Produktion legt, liegt beim 92-minütigen Paladin: Die Krone des Königs falsch. Wer einen Fantasy-Film mit doch recht einfachen Elementen nicht verschmäht, wird mit dem Film sicher glücklich werden. Wir empfehlen an dieser Stelle auf jeden Fall die englische Tonspur, da diese authentischer wirkt.“

Die ersten zehn Minuten des Films werden als eher zäh aufgenommen, im späteren Film wird allerdings hervorgehoben, dass der Film unterhalten kann und zielstrebig in seiner Handlung ist. Gelobt werden die realen und überzeugenden Drehorte sowie die Kostüme. Auch Amy De Bhrún, David Haydn und Vidal Sancho werden in ihrem Schauspiel gelobt. Kritisiert werden wie schon im Vorgänger die veralteten Effekte, die dem geringen Budget geschuldet sind.